# Weingärtner
Weingärtner ist ein deutscher Familienname.

## Herkunft und Bedeutung
Weingärtner ist ein Berufsname und bezieht sich auf den Weinbauer, Winzer, Weinhändler oder Weinschenk.

## Varianten
- Wein, Weinbauer, Weinbörner, Weinbrenner, Weingartner, Weinmann, Weinmeister, Weinmeyer, Weinschenk, Weinschenck

## Namensträger
- Franz Xaver Weingärtner (1805–1867), deutscher katholischer Geistlicher
- Hermann Weingärtner (1864–1919), deutscher Turner
- Johann Christoph Weingärtner (1771–1833), deutscher Mathematiker, Geistlicher und Theologe
- Joseph Weingärtner (1805–1896), deutscher Jurist, Autor und Numismatiker
- Karl Weingärtner (Schiedsrichter) (1890–1971), deutscher Fußballschiedsrichter
- Karl Weingärtner (Politiker) (1932–2019), deutscher Historiker und Politiker (SPD), MdL Baden-Württemberg
- Karl-Heinz Weingärtner (1945–2011), deutscher Jurist
- Lindolfo Weingärtner (1923–2018), brasilianischer lutherischer Theologe und Schriftsteller
- Marianne Weingärtner (1917–1995), österreichische Künstlerin
- Marlene Weingärtner (* 1980), deutsche Tennisspielerin
- Pedro Weingärtner (1853–1929), brasilianischer Maler
- Peter Weingärtner (1913–1945), jugoslawischer SS-Hauptscharführer im KZ Auschwitz
- Rainer Weingärtner (1937–2023), deutscher Objektemacher und Grafiker
- Sigismund Weingärtner, evangelischer Prediger und Kirchenlieddichter
- Werner Weingärtner (* 1944), deutscher Fußballspieler